# 洛阿省

洛阿省是智利的54個省份之一，位於該國北部，由安托法加斯塔大區負責管轄，首府設於卡拉馬，面積41,999平方公里，2002年人口143,689，人口密度每平方公里3.4人。

## 外部連結
- （西班牙文） Governorate of El Loa （页面存档备份，存于）